# Heodes epidelion
Heodes epidelion är en fjärilsart som beskrevs av Hans Fruhstorfer 1930. Heodes epidelion ingår i släktet Heodes och familjen juvelvingar. Inga underarter finns listade i Catalogue of Life.